# Ахауз
Ахауз/Ахаус (на немски: Ahaus) е град в Северен Рейн-Вестфалия, Германия с 39 314 жители (към 31 декември 2016).
Намира се на границата с Нидерландия.
За пръв път е споменат ок. 1030 г. като Хауз ан дер Аа. Около 1120 г. се построява замък Ахауз от Бернхард фон Дипенхайм. През 1154 г. неговият син Лифхард се нарича за пръв път с името „фон Ахауз“. През 1391 г. Ахауз получава права на град.